# Zuiderzee
Cet article concerne la mer néerlandaise. Pour l'ancien département français, voir Zuyderzée.
Le Zuiderzee (en néerlandais Zuiderzee, littéralement : « mer du sud »), parfois orthographié Zuyderzee ou Zuyderzée (nom d'un département français en 1811), est un ancien golfe des Pays-Bas, aujourd'hui transformé en un lac d'eau douce appelé IJsselmeer et en polders issus des travaux du Zuiderzee.
Ce golfe se forme à la suite de l'envahissement par la mer de l'estuaire de la Vlie, émissaire du lac Flevo, après une longue série de tempêtes et de raz-de-marée qui emportent les dunes côtières au cours des XIIe – XIIIe siècle.

## Histoire

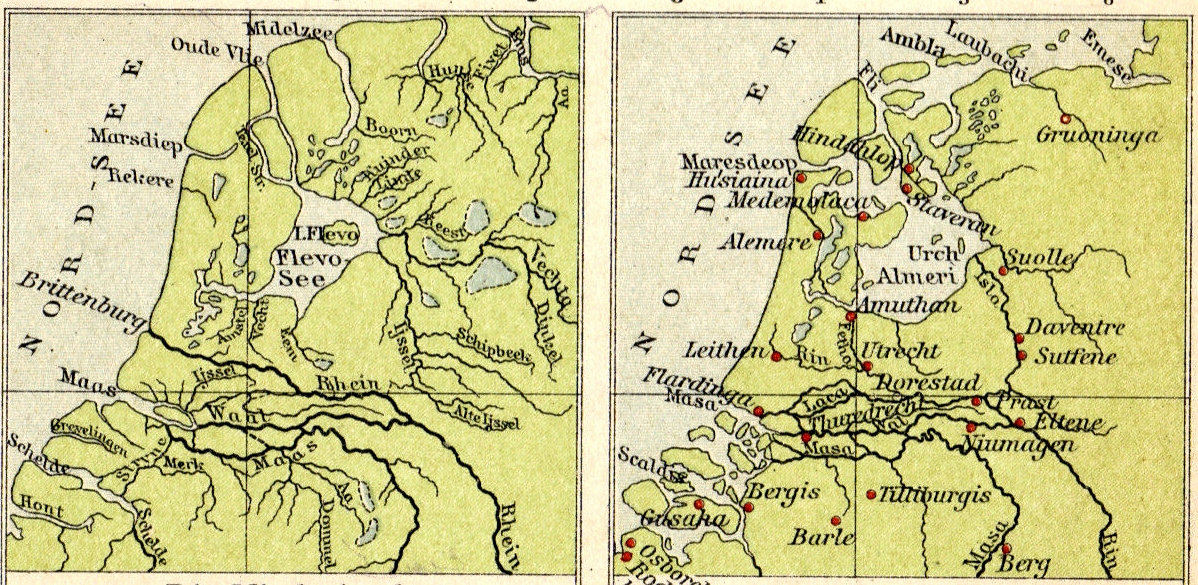
Les Pays-Bas au Ier siècle (gauche) et au Xe siècle (droite).

### Antiquité
À l'époque romaine, le lac Flevo, dont les dimensions ne sont pas connues, occupe une partie de ce qui deviendra le Zuiderzee. Il est relié à la mer du Nord par une rivière ou un estuaire étroit, la Vlie, qui se situe entre les îles actuelles de Vlieland et Terschelling. Des dunes le protègent encore du grand large.
Le Marsdiep est encore une petite rivière.

### Moyen Âge: la formation du Zuiderzee
Le nom de lac Almere est usité pendant le haut Moyen Âge.
Au cours des siècles, l'eau douce d'origine devient saumâtre, car l'influence des rivières s'amenuise, notamment en raison de la transgression Dunkerque II (IIIe au VIIIe siècle). En 838, après une grande inondation, la mer gagne du terrain, selon deux sources, le récit de l'évêque français Prudence de Troyes et les Annales Xantenses. Puis, pendant deux siècles, la situation semble rester stable (période de la régression carolingienne), enfin vers l'an mil commence un nouvel épisode de transgression, Dunkerque III.
Après une série de tempêtes, le lac tend à devenir une mer intérieure, à cause d'un processus appelé le waterwolf. L'inondation de la Sainte-Julienne en 1164, suivie d'inondations catastrophiques en 1212, 1214 et 1219 (inondation de la Saint Marcel), brisent les barrières naturelles formées par des dunes ; en 1248, les dunes de Callantsoog sont emportées.
Les inondations de 1282 brisent la connexion entre Texel et le continent. La désastreuse inondation de la Sainte-Lucie en 1287 fait des dizaines de milliers de morts, ce processus remodèle la région et finit par créer une étendue d'eau désormais appelée le Zuiderzee, littéralement la mer du Sud. Le lac est devenu un golfe ou une mer intérieure et ce jusqu'en 1932.

### Commerce et pêche dans le Zuiderzee du Moyen Âge auXXesiècle
La mer intérieure est un centre de liaison commerciale. Les navires de commerce parcourent les mers, les ports comme Kampen et Harderwijk font partie de la ligue hanséatique, et les ports de Hoorn et d'Amsterdam sont florissants.
La pêche est très active : en 1900, à l'apogée, elle comptait environ 3 000 barges qui capturaient le hareng, l'anchois, l'anguille, la limande à queue et les crevettes.

### Les travaux du Zuiderzee
Le Zuiderzee était connu comme une mer orageuse, qui a souvent conduit à des inondations dans un pays de plus en plus densément peuplé, faisant de nombreuses victimes.
Au cours du XIXe siècle se pose la question de la remise en état totale ou partielle du Zuiderzee. Pour la navigation commerciale, le Zuiderzee a déjà perdu de son importance. La révolution industrielle se doit de montrer ses progrès. Le projet apporterait de nombreuses nouvelles terres agricoles. 
Les Néerlandais lancent donc les travaux du Zuiderzee, un grand projet de polders. Mais il faut attendre le vote du parlement en 1918, à la suite des inondations aux Pays-Bas en 1916, pour voir se concrétiser le projet de l'ingénieur Cornelis Lely.
La pièce maîtresse du chantier, préalable à l'assèchement, est la grande digue (Afsluitdijk) terminée en 1932. Elle fait 30 km de long et 90 m de large, parcourue par une autoroute. Les polders Flevoland de l'Est, du Sud et le Noordoostpolder sont créés de 1930 à 1968.
La partie fermée est devenue un lac d'eau douce portant le nom d'IJsselmeer (lac d'IJssel), tandis qu'au delà, l'étendue d'eau restée ouverte jusqu'aux îles de la Frise fait partie de la mer des Wadden.